# Python kyaiktiyo
Python kyaiktiyo ist eine Pythonart, die wahrscheinlich isoliert an der Westseite des Tenghyo-Gebirges in Myanmar vorkommt. Sie wurde erst 2011 anhand eines einzelnen Weibchens beschrieben, das 2002 im birmanischen Mon-Staat in einem kleinen, trockenen Bachbett in der Nähe einer kleinen Betelnusspalmen-Plantage gefangen wurde. Die Art wurde nach der bei dem Städtchen Kyaikto im Mon-Staat gelegenen Pagode Goldener Fels (birmanisch Kyaiktiyo), eine der heiligsten buddhistischen Stätten in Myanmar, benannt.

## Merkmale
Der Holotyp, ein ausgewachsenes Weibchen, hatte eine Gesamtlänge von 1,52 Meter und wog 3,6 kg. Der Kopf ist 6,8 cm lang und 4 cm breit und der Schwanz 11,8 cm lang. Die Schlange ist von hellbraun Grundfärbung mit einem rostigen Ton auf den hinteren zwei Drittel des Körpers. Der Kopf ist gelblichbraun, die Unterseite des Unterkiefers, die Kehle und die Bauchseite sind weißlich bis cremefarben. Die Kopfoberseite ist einfarbig gelblich. Die Zügelschilde (Lorealia) und angrenzende Supralabialia sind diffus braun, die Kopfseiten sind dunkelbraun und von der braunen Schnauze durch einen weißen diagonalen Strich getrennt. Die braune Farbe der Kopfseiten setzt sich auf dem vorderen Rumpf kontinuierlich fort und wird von der hellen Bauchseite durch einen weißen Streifen getrennt. Diese braune Färbung löst sich weiter hinten in eine Reihe von braunen Flecken auf, die immer größer und zunehmend rostbraun werden. Im hinteren Körperdrittel werden die Flecke wieder kleiner, haben einen zunehmend größeren Abstand und liegen immer mehr ventral. Auf dem Rücken liegt ein rostbraunes Band das nach hinten zunehmend breiter wird. Der Schwanz ist oben und an den Seiten einfarbig dunkelbraun, auf seiner Unterseite finden sich drei braune Flecke.
Wie alle Pythons vermehrt sich Python kyaiktiyo durch die Ablage von Eiern (Oviparie), die Eileiter des Holotyps enthielten sechs Eier mit den Maßen 6 × 9 cm.

## Systematik
Python kyaiktiyo gehört zu den Kurzschwanzpythons (Python curtus-Artengruppe) und ist damit am nächsten mit dem Blutpython (P. brongersmai), dem Borneo- (P. breitensteini) und Sumatra-Kurzschwanzpython (P. curtus) verwandt. Von den drei verwandten Arten unterscheidet sich Python kyaiktiyo durch die größere Anzahl (180 oder mehr) der einreihig hintereinander angeordneten Bauchschuppen, durch das Vorhandensein von bräunlichen Augenflecken auf der Rückenmittellinie und vom Borneo- und Sumatra-Kurzschwanzpython zusätzlich durch das Vorhandensein einer Supraoculare zwischen Auge und Oberlippenschilde.

## Gefährdung und Schutz
Die IUCN führt Python kyaiktiyo auf der Roten Liste gefährdeter Arten als gefährdet, da trotz mehrerer Untersuchungen im Verbreitungsgebiet kein anderes Tier als der Holotyp gefunden werden konnte. Dies lässt auf einen sehr geringen Bestand schließen. Alle Pythons werden als Fleischlieferanten und zur Herstellung von Leder und traditioneller Medizin gejagt. Auf Grund seiner Seltenheit wird der Python kyaiktiyo darüber hinaus auch von großem Interesse für den internationalen Tierhandel sein.
Wie die meisten Pythons ist auch Python kyaiktiyo durch das Washingtoner Artenschutzübereinkommen geschützt. Er wird dort in Anhang II gelistet, es sind demnach Einfuhrgenehmigungen nötig. Die Ausfuhr aus Myanmar ist durch nationale Gesetze verboten.